# Cairo Challenger 1984
Il Cairo Challenger 1984 è stato un torneo di tennis facente parte della categoria ATP Challenger Series nell'ambito dell'ATP Challenger Series 1984. Il torneo si è giocato a Il Cairo in Egitto dal 27 febbraio al 4 marzo 1984 su campi in terra rossa.

## Vincitori

### Singolare
Fernando Luna ha battuto in finale  Mark Dickson con il punteggio di 6–4, 6–2

### Doppio
Brett Dickinson /  Drew Gitlin hanno battuto in finale  Marcel Freeman /  Tim Wilkison con il punteggio di 7–6, 6–3